# Auriac-sur-Vendinelle
Auriac-sur-Vendinelle là một xã thuộc tỉnh Haute-Garonne trong vùng Occitanie ở tây nam nước Pháp. Xã nằm ở khu vực có độ cao trung bình 175 mét trên mực nước biển.